# اندیس دیزج-ساریلیخ
دیزج-ساریلیخ یک اندیس غیرفلزی است که در حوالی شهر سیه چشمه استان آذربایجان غربی قرار دارد و مادهٔ معدنی موجود در آن، کانیهای سولفیدی است.  